# De Vlaamse Gids

De Vlaamsche Gids, réécrit, après la réforme de l'orthographe, De Vlaamse Gids (en français : Le Guide flamand), est une revue littéraire libérale-conservatrice belgo-néerlandaise, fondée à Anvers, d'abord dirigée par Paul Fredericq et Max Rooses, et publiée entre 1905 et 2000.  Parmi les collaborateurs, on trouve Pol de Mont et Maurits Sabbe,.  Exception faite de la période entre 1968 et 1970, la part littéraire était toujours très importante.

## Bref historique

### 1905-1914
La revue bimestrielle De Vlaamsche Gids, publiée par De Nederlandsche Boekhandel, émane du Tijdschrift van het Willemsfonds, un périodique de tendance libérale consacré à la littérature, aux arts et aux sciences, publié entre 1896 et 1904. Max Rooses, essayiste et critique, conservateur du musée Plantin-Moretus d'Anvers, voyait De Vlaamsche Gids comme faisant pendant au Gids (Le Guide) néerlandais.
Selon le manifeste du Vlaamsche Gids, distribué sous forme de prospectus en décembre 1904, le titre de la revue résume l'intention des fondateurs : la revue se devait d'être flamande, c'est-à-dire principalement écrit par les Flamands pour les Flamands afin de mener le combat visant à élever la vie spirituelle flamande, à reconquérir les pleins droits linguistiques et à la propager des idées libérales.
Outre des contributions littéraires, on publiait un grand nombre d'études scientifiques et de morceaux sur l'actualité culturelle.  Révélateur de la nature générale de la revue était également la rédaction composée de Max Rooses, du littérateur Pol de Mont, conservateur du musée des beaux-arts d'Anvers, des professeurs Paul Fredericq et Joseph Vercoullie de Gand, des juristes Hendrik de Hoon et Constant Stoffels, et de l'avocat A. Ley d'Anvers.  Lors de la fondation, le bibliophile Prosper Verheyden devint secrétaire de rédaction, emploi dans lequel il fut remplacé par Pol Anri (Gand) en 1908, l'année où Maurits Sabbe, qui s'imposa rapidement comme un critique majeur, rejoignit la rédaction.
La publication fut arrêtée en 1914, l'année où mourut Rooses.

### 1922-1940
La deuxième série de volumes du Vlaamsche Gids, celle de l'entre-deux-guerres, ne fut publiée qu'à partir de 1922 et parut, dès la treizième année (1924-1925), comme mensuel général.
Après la Première Guerre mondiale, des contributions littéraires marquantes et de valeur durable commencèrent à paraître à intervalles réguliers ; le premier volume de la nouvelle série (1922-1923) apporta la poésie de Karel van de Woestijne, de Jan van Nijlen et de Firmin van Hecke, et la prose de Willem Elsschot (Lijmen, en français : Embobiner).  La revue exerçait une influence considérable dans le monde culturel des libéraux flamands à travers la page d'actualité et grâce à ses éminents critiques : après les articles critiques de Pol Anri, de Maurits Basse, d'Arthur Cornette, d'André de Ridder et de Maurits Sabbe, publiés entre 1905 et 1914, parurent, immédiatement après la Première Guerre mondiale, aussi ceux de Franz de Backer, de Paul de Keyser et de Robert Foncke.  Lode Monteyne et Ernest W. Schmidt envoyaient régulièrement des contributions sur le théâtre.

### 1945-2000
Dès le déclenchement de la Seconde Guerre mondiale, la revue cessa d'être publiée, mais elle parut de nouveau en 1945, avec une rédaction composée des littérateurs André de Ridder, Julius Hoste jr., Karel Jonckheere, Jan Schepens, Marcel Stijns, Herman Teirlinck, de Jan van Tichelen, Hans van Werveke et René Verdeyen.  À partir de 1945, la revue, publiée par les maisons d'édition Het Laatste Nieuws et Hoste, changeait régulièrement d'apparence.  En 1947, son nom fut adapté à la nouvelle orthographe néerlandaise ; à partir de cette même année, on organisait les journées annuelles du Vlaamse Gids, des jours de rencontre pour le personnel et les lecteurs.  En 1954, Raymond Brulez, Pieter Lambrechts, Mathieu Rutten et Jan Walravens devinrent les nouveaux rédacteurs.  On accordait beaucoup d'attention à l'éducation, à la musique en Flandre, les sciences, la conception libérale du monde, le mouvement flamand, les arts visuels contemporains et l'avenir de la langue néerlandaise.  Régulièrement paraissaient des numéros spéciaux consacrés à l'œuvre d'un seul auteur.  Antigoon imprimait De Vlaamse Gids à Anvers dès 1968.  La fondation Stichting Vlaamse Gids s'occupa de la publication de la revue à partir de 1979 jusqu'à la cessation de sa parution en 2000.
La collection complète des volumes est actuellement conservée aux Archives libérales (Liberaal Archief) à Gand.

## Ressources

### Sources
- (nl) Cet article est partiellement ou en totalité issu de l’article de Wikipédia en néerlandais intitulé « De Vlaamse Gids » (voir la liste des auteurs).